# Langoregionen

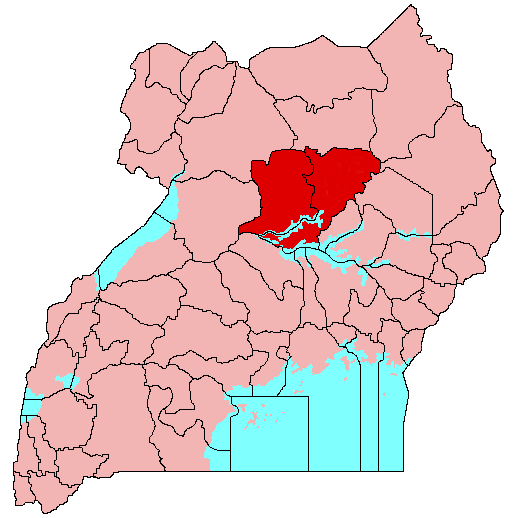
Lango Sub-region

Langoregionen (en: Lango sub-region) är ett område i centrala Uganda, norr om Kyogasjön, som består av Amolatar-distriktet, Apac-distriktet, Dokolo-distriktet, Lira-distriktet och Oyam-distriktet.
Området hette tidigare Lango-distriktet (Lango District). 1974 delades distriktet, då Apac-distriktet och Lira-distriktet skapades. Sedermera delades även dessa i fler distrikt.
I Langoregionen bor huvudsakligen folkgruppen Lango.